# Cezary Baryka
Cezary Baryka – postać literacka, główny bohater Przedwiośnia Stefana Żeromskiego.

## Charakterystyka
Jest on bohaterem Przedwiośnia, którego akcja toczy się w Imperium Rosyjskim, m.in. w Baku, a także w odzyskującej niepodległość po I wojnie światowej Polsce oraz podczas wojny polsko-bolszewickiej. Na tle dramatycznych wydarzeń dziejowych młody chłopak dojrzewa i przechodzi przemianę od kosmopolity przez patriotę do rewolucjonisty. Zarażony przez ojca ideą szklanych domów po przyjeździe do Polski przeżywa rozczarowanie. Bohater „dojrzewający” przechodzący metamorfozę własnych poglądów na świat, z małego, rozpieszczonego dziecka staje się patriotą, walczy o wolność Polski, choć znał ją dotychczas tylko z opowieści rodziców.
W filmie z 1928 roku Cezarego Barykę zagrał Zbigniew Sawan, w telewizyjnym przedstawieniu teatralnym z 1981 roku zagrał go Tomasz Stockinger, zaś w filmie z 2001 roku (i serialu na jego podstawie z 2002 roku) Barykę zagrał Mateusz Damięcki.